# Polskie Towarzystwo Ekonomiczne Oddział we Wrocławiu
Polskie Towarzystwo Ekonomiczne Oddział we Wrocławiu – jest stowarzyszeniem zrzeszającym ekonomistów z Dolnego Śląska. Ma swoją siedzibę we Wrocławiu przy ul. Łaciarskiej 28.

## Historia
Oddział Polskiego Towarzystwa Ekonomicznego (PTE) we Wrocławiu powstał w styczniu 1948 r. dzięki zabiegom profesora dra Wincentego Stysia, który w listopadzie poprzedniego roku otrzymał mandat od Zarządu Głównego do utworzenia Oddziału Polskiego Towarzystwa Ekonomicznego we Wrocławiu. Po wstępnych przygotowaniach 20 stycznia 1948 r. odbyło się zebranie konstytuujące, na którym powołano Oddział i pierwszy jego Zarząd. Wzięło w nim udział 28 osób, z których 25-u Zarząd Główny przyznał prawa członkowskie i ostatecznie w lutym zalegalizował powstanie Oddziału we Wrocławiu. W trudnych powojennych warunkach współpracowali z profesorem Stysiem współzałożyciele i pierwsi członkowie Zarządu profesor dr Lesław Adam, profesor dr inż. Jan Falewicz i profesor dr Wacław Skrzywan. Pierwszym prezesem nowo utworzonego Oddziału był jego inicjator i współzałożyciel profesor Wincenty Styś.
Utworzony pierwotnie w 1954 r. Ośrodek Szkolenia Ekonomicznego przy Zarządzie Oddziału we Wrocławiu, został w 1955 r. włączony w strukturę Dyrekcji Głównej Szkolenia Ekonomicznego w Warszawie i funkcjonował do 1991 r., najpierw jako Dyrekcja Szkolenia Ekonomicznego, a później Zakład Szkolenia Ekonomicznego podległy Dyrekcji Głównej. Mimo takiej podległości administracyjnej Zarząd wrocławskiego Oddziału Polskiego Towarzystwa Ekonomicznego sprawował nad Zakładem Szkolenia nadzór merytoryczny, co przejawiało się m.in. w akceptowaniu przez Radę Programową: planów szkolenia, programów kursów, osób wykładających, a także w wizytowaniu kursów. Dbano w ten sposób o zapewnienie odpowiedniego poziomu nauczania w ramach Polskiego Towarzystwa Ekonomicznego.
Do roku 1976 Oddział obejmował swym zasięgiem cały Dolny Śląsk.
W drugiej połowie lat 80. zanotowano pewne intensyfikowanie działalności Polskiego Towarzystwa Ekonomicznego w rejonie wrocławskim, zwłaszcza w zakresie
• odczytów i spotkań dyskusyjnych,
• organizowania konferencji naukowych,
• konsultacji (zbiorowych i indywidualnych) prowadzonych przez specjalistów naukowców i praktyków.
W 1991 r. Oddział uzyskał osobowość prawną, a tym samym większą samodzielność. Pod koniec lat dziewięćdziesiątych Polskie Towarzystwo Ekonomiczne w rejonie wrocławskim zrzeszało 145 członków – osób fizycznych, podobna liczba członków jest obecnie ze znaczącym udziałem pracowników wyższych uczelni.
Od roku 1992 wydawany jest „Wrocławski Biuletyn Gospodarczy” (ISSN 1508-8197).
Od 1973 roku Oddział PTE we Wrocławiu ma własną siedzibę w zabytkowym obiekcie przy ul. Łaciarskiej 28.

## Działalność
Cele działalności
- upowszechnianie wiedzy i kultury ekonomicznej,
- podnoszenie kwalifikacji zawodowych ekonomistów,
- współpraca z pokrewnymi stowarzyszeniami w kraju,
- działanie na rzecz społecznego, gospodarczego i przestrzennego rozwoju regionu i kraju,
- integrowanie środowiska ekonomistów reprezentujących zarówno naukę, jak i działalność gospodarczą.

Działalność statutowa Oddziału realizowana jest głównie przez popularyzowanie współczesnej wiedzy ekonomicznej i prezentację dorobku naukowego w środowisku wrocławskim, upowszechnienie wiedzy ekonomicznej przez odczyty.
Szczególną wagę władze Oddziału przywiązywały do krzewienia wiedzy ekonomicznej wśród młodzieży. Temu celowi służyły m.in. konkurs im. Wincentego Stysia na najlepsze prace magisterskie z zakresu nauk ekonomicznych, obronione na wyższych Wrocławia, a także organizowanie na szczeblu regionalnym eliminacji do Olimpiady Wiedzy Ekonomicznej uczniów szkół średnich, poprzedzane odczytami i konsultacjami poszerzającymi wiedzę o aktualnych problemach ekonomicznych.
Ważnym dla działalności Oddziału było prowadzenie działalności wydawniczej. Od 1992 r. do 2016 wydawany był Wrocławski Biuletyn Gospodarczy. Na początku publikowane były tam wyniki badań pracowników wrocławskich wyższych uczelni, potem artykuły z pogranicza ekonomii i innych nauk, np.: fizyki, prawa, medycyny, socjologii, demografii. Zeszyty te były dystrybuowane bezpłatnie.
Od 1992 roku stowarzyszenie wydaje „Wrocławski Biuletyn Gospodarczy” (ISSN 1508-8197).
Od roku 1948 ponad 400 członków oddzxiału zostało odznaczonych Złotą Odznaką Honorową oraz ponad 200 osób Srebrną Odznaką
Honorową PTE.

## Władze stowarzyszenia
Prezesem zarządu jest obecnie dr Mikołaj Klimczak, wiceprezesami dr Grażyna Wrzeszcz-Kamińska i dr Justyna Ziobrowska-Sztuczka, a członkami zarządu: dr inż. Izabela Kurtyka-Marcak, dr inż. Jerzy Ładysz, dr Wioletta Nowak, dr Katarzyna Przybyła, dr Magdalena Raftowicz, mgr Jerzy Sosnowski, mgr Maria Zielińska, zaś sekretarzem dr inż. Stanisław Minta.
Wcześniej prezesami zarządu byli: Teodor Nietupski, Bożena Klimczak, Witold Kwaśnicki, Barbara Iwankiewicz-Rak. W skład zarządu wchodzili także: Henryk Janus, Tomasz Gaweł, Agnieszka Bukietyńska, Janina Kundera, Henryk Sarnowski, Jan Szuba, Maria Cieślak, Grzegorz Jokiel, Ryszard Józefowski, Zbigniew Jurczyk, Izabela Kurtyka, Stanisław Styś, Monika Chełmońska, Tadeusz Bednarski, Mirosława Klamut, Janusz Marak, Barbara Wojciechowska, Bogusława Drelich-Skulska, Waldemar Gil, Andrzej Matysiak.
W komisji rewizyjnej zasiadają obecnie: dr Marianna Kowalska, dr Mirosław Dela, prof. dr hab. Urszula Kalina-Prasznic, dr Bożena Rudnicka, dr Katarzyna Witczyńska.
Wcześniej w skład komisji rewizyjnej wchodzili: Teresa Mittelstaedt, Danuta Misińska, Edward Wróbel, Leszek Maćkowski, Eugeniusz Dzierżak, Maria Niewiadoma, Zofia Dzielnicka, Jolanta Bodzianny.

### Prezesi
- prof. dr Wincenty Styś (1948–1950)
- prof. dr Adam Chełmoński (1950–1954),
- prof. dr Włodzimierz Boerner (1954–1958),
- prof. dr Wincenty Styś (1958–1960),
- prof. dr Józef Popkiewicz (1960–1962),
- prof. dr Lesław Adam (1962–1964, 1964–1966 i 1966–1968),
- prof. dr Józef Kaleta (1968–1970 i 1970–1976),
- prof. dr Bolesław Winiarski (1976–1980),
- prof. Władysław Bukietyński(inne języki) (1980–1985),
- prof. dr hab. Bolesław Siwoń(inne języki) (1985–1989),
- prof. dr hab. Jerzy Czupiał (1989–1993),
- prof. dr hab. Bożena Klimczak (1993–2001),
- prof. dr hab. Teodor Nietupski (2001–2005),
- prof. dr hab. Bożena Klimczak (2005–2009),
- prof. dr hab. Witold Kwaśnicki (2010–2014 i 2014–2015)
- prof. Barbara Iwankiewicz-Rak(inne języki)[3].